# Apoteket Ugglan

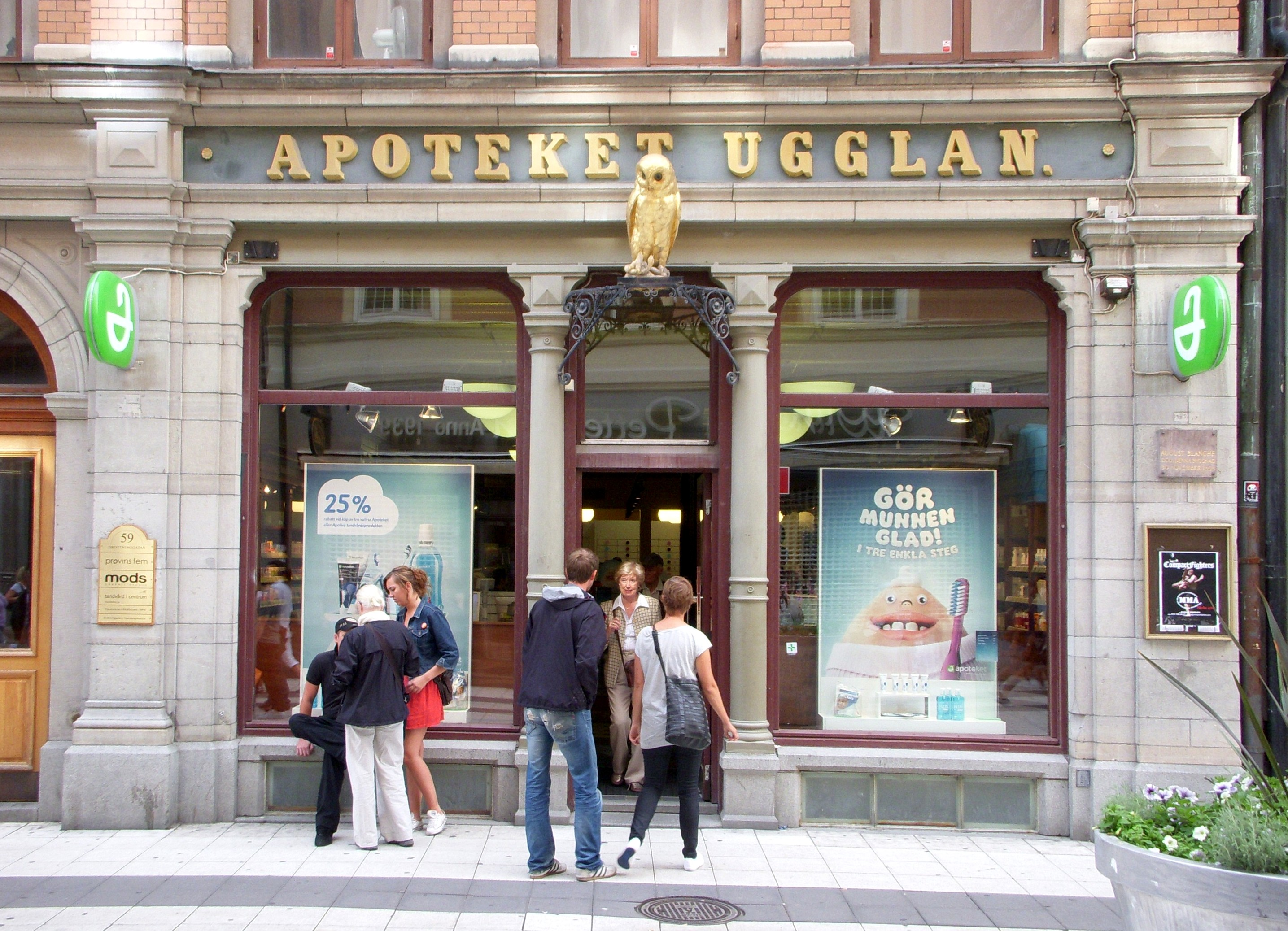
Fasaden mot Drottninggatan, 2010.

Apoteket Ugglan är ett apotek i kvarteret Lammet vid Drottninggatan 59 i Stockholm. Apoteket har haft samma adress sedan 1798 och är därmed Sveriges äldsta apotek med sin verksamhet i över 221 år i samma byggnad, och näst äldst – efter Apoteket Svanen i Lund – med avseende på gatuadressen.

## Historia

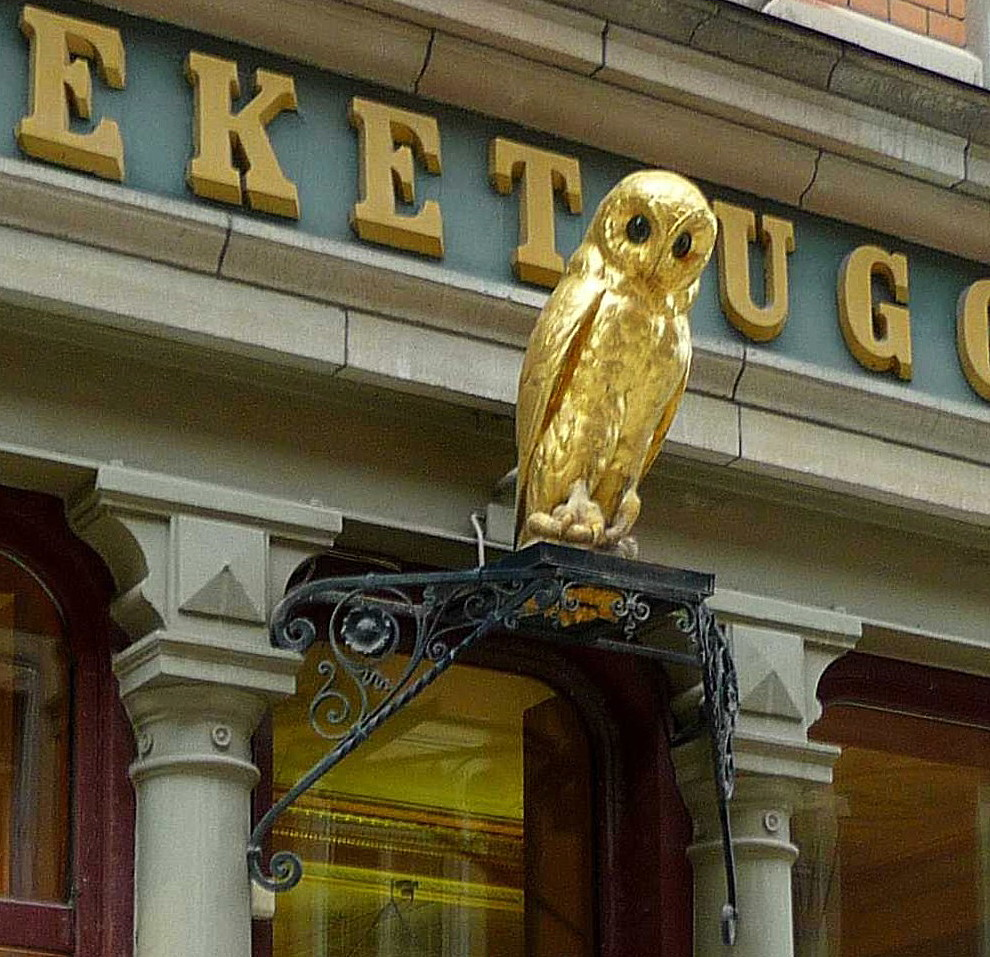
Den förgyllda Ugglan.

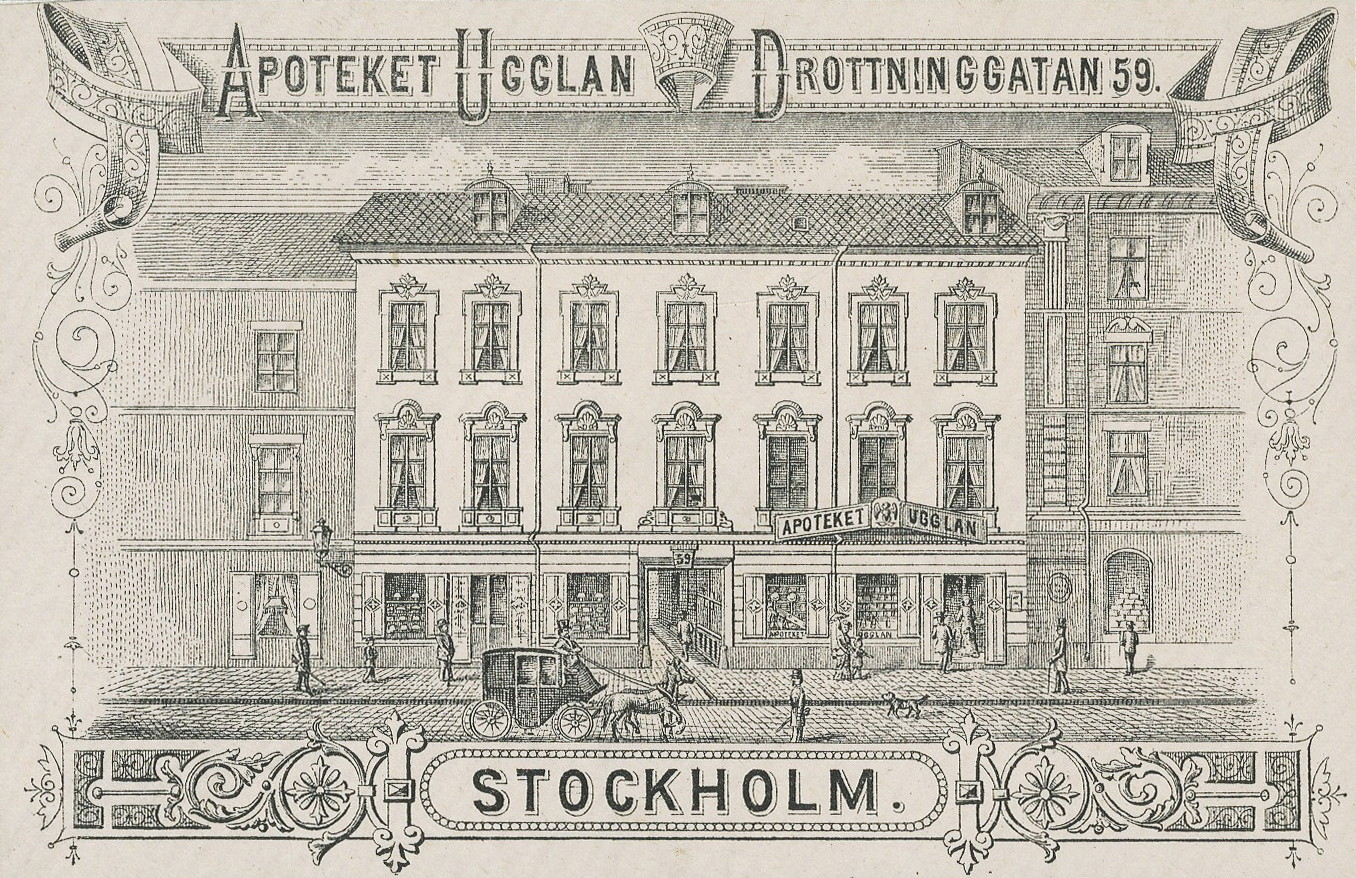
Reklamblad från 1800-talets slut.

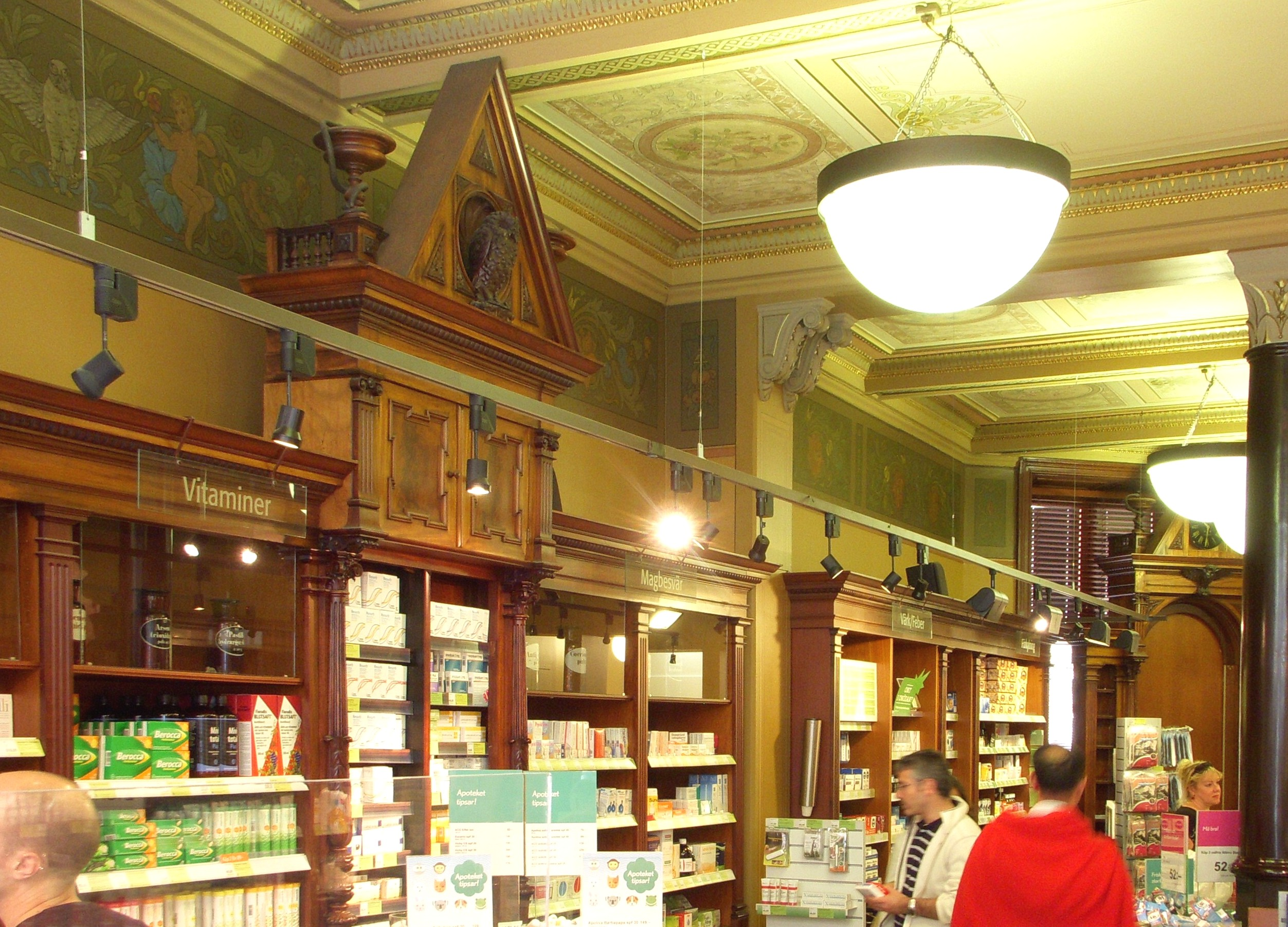
Apoteket Ugglans interiör, 2010.

År 1760 utfärdade kung Adolf Fredrik privilegium till apotekare Lars Sandberg för att driva ett apotek, som under namnet Elgen skulle inrättas vid Hötorget nr 1. På grund av sjukdom sålde han sitt privilegium till Pehr Christopher Schulzen, som färdigställde apoteket och öppnade det för allmänheten den 4 juni 1761. Namnet Elgen ändrades sedan till Armerade Ugglan (Beväpnade Ugglan) och så småningom förkortades namnet till enbart Ugglan (se Apoteket Älgen).
Under hösten 1798 flyttades verksamheten av dåvarande ägare apotekaren Olof Johan Cöster till Drottninggatan 59 i kvarteret Lammet, där den fortfarande finns idag. 
Själva fastigheten härstammar från 1752 men har byggts om under årens lopp. År 1880 kom fastigheten vid Drottninggatan att ägas av Nationalmuseum. Under 1893 utfördes en större ändring, bland annat en påbyggnad, efter ritningar av arkitekt Gustaf Dahl, upphovsman till Kungliga Bibliotekets byggnad i Humlegården. År 1895 fick apotekaren August Lehman privilegium för Ugglan. På 1920-talet var Stellan Gullström innehavare av det anrika apoteket.
Även apoteket har byggts om flera gånger, men alltid under beaktande av de kulturhistoriska värden som finns där. Den senaste större ombyggnaden ägde rum 1993, då apoteket fick sitt nuvarande utseende. Butiksfasaden och delar av inredningen samt takmålningar är dock intakta sedan slutet av 1800-talet. Entrén flankeras av gråmålade gjutjärnskolonner som kröns av en guldmålad uggla med en orm i sina klor. 
Den 30 november 1868 dog författaren och publicisten August Blanche på apoteket Ugglan. Han drabbades av opasslighet på väg till invigningen av Karl XII:s staty, skapad av Johan Peter Molin, i Kungsträdgården och gick in på apoteket för att söka hjälp. Han avled på apoteket i en hjärtinfarkt.